# 和田良知
和田 良知（わだ りょうち、1945年8月12日 - ）は、日本の音楽プロデューサー。東京在住。
これまでに、和田アキ子、松崎しげる、西城秀樹、葉加瀬太郎等のプロデュースを手がける。

## 略歴
日本人の父親とオーストリア人の母親のもとインドネシアにて出生、1960年に日本国籍を取得。
1966年11月、ロビー和田とニュー・フォークス名義で「シャウト」でデビュー。
道徳再武装（Moral Re-Armament、略称MRA）の日本支部の音楽ディレクターとして、MRAの有志を集めてレッツ・ゴーを結成する。
1967年 （昭和42年）、マイク眞木が結成したザ・マイクスに参加。その後、ビクターレコードより音楽プロデューサーとしてデビュー。
日本初のフリープロデューサーとして「笑って許して」「傷だらけのローラ」「愛のメモリー」をはじめ、数多くの楽曲を手がける。
1980年代から麗美（松任谷正隆・松任谷由実との共同プロデュース）をきっかけに、アーティストマネージメント業にも携わる。
クライズラー&カンパニーや葉加瀬太郎などのインストのアーティストを手がけ、「To Love You More」ではデイヴィット・フォスターと共にプロデュース。
セリーヌ・ディオンとのコラボを実現させ、葉加瀬太郎を世界のヴァイオリニストに育てた。
1990年代からコンサート演出にも活動の幅を広げ、「情熱大陸」「Image」なども手がける。
2010年代に入り、全員音楽大学出身のテノール3人・バリトン2人から構成されるボーカルグループLe Velvets、ヴァイオリン2人・ボーカル3人から構成されるPAPERMOONを生み出す。

## プロデュース作品

### 楽曲
- 1968年 忘れないわ ペギー・マーチ
- 1968年 星空の孤独 和田アキ子
- 1969年 涙をこえて シング・アウト
- 1970年 笑って許して 和田アキ子
- 1970年 マンダム〜男の世界 ジェリー・ウォレス（Mat & Howard Cain名義）
- 1971年 恋人もいないのに シモンズ
- 1971年 ナオミの夢 ヘドバとダビデ
- 1973年 ちぎれた愛 西城秀樹
- 1974年 傷だらけのローラ 西城秀樹
- 1976年 ミドリ色の屋根 ルネ・シマール
- 1976年 四季の歌 いぬいゆみ
- 1977年 愛のメモリー 松崎しげる
- 1979年 Changes in My Life 前野陽子
- 1979年 Bad City SHŌGUN
- 1981年 センチメンタルジャーニー 松本伊代
- 1984年 青春のリグレット 麗美
- 1984年 ノーサイド 麗美
- 1995年 To Love You More セリーヌ・ディオン
- 1998年 エトピリカ 葉加瀬太郎
- 2000年 情熱大陸 葉加瀬太郎
- 2000年 image

### その他
- 姿月あさと
- 古澤巌
- 大地真央
- 柏木広樹
- Le Velvets
- PAPERMOON
- 山内達哉

## 楽曲提供
- 特記以外は全て羽根田武邦名義。

### 作曲
- 西城秀樹
  - 「愛がほしいのに」（1972年）
  - 「君を忘れない」（1972年）
  - 「夏の日の出来事」（1973年）

- 和田アキ子
  - 「星空の孤独」（1968年）※ロビー和田名義。
  - 「笑って許して」（1970年）
  - 「貴方をひとりじめ」（1970年）

### 訳詞
- 和田アキ子
  - 「ふれあう愛」（1974年）※ロビー和田名義。